# Істон (округ Адамс, Вісконсин)
Істон (англ. Easton) — місто (англ. town) в США, в окрузі Адамс штату Вісконсин. Населення — 1062 особи (2020).

## Демографія
Згідно з переписом 2010 року, у місті мешкало 1130 осіб у 477 домогосподарствах у складі 325 родин. Було 864 помешкання
Расовий склад населення:
| - 97,6 % — білих - 0,2 % — чорних або афроамериканців - 0,1 % — корінних американців - 0,1 % — азіатів - 1,0 % — осіб інших рас |

До двох чи більше рас належало 1,1 %. Частка іспаномовних становила 3,6 % від усіх жителів.
За віковим діапазоном населення розподілялося таким чином: 21,7 % — особи молодші 18 років, 58,5 % — особи у віці 18—64 років, 19,8 % — особи у віці 65 років та старші. Медіана віку мешканця становила 46,5 року. На 100 осіб жіночої статі у місті припадало 103,6 чоловіків;  на 100 жінок у віці від 18 років та старших — 103,9 чоловіків також старших 18 років.
Середній дохід на одне домашнє господарство  становив 50 531 долар США (медіана — 38 971), а середній дохід на одну сім'ю — 63 725 доларів (медіана — 52 212). Медіана доходів становила 41 711 долар для чоловіків та 36 932 долари для жінок. За межею бідності перебувало 7,7 % осіб, у тому числі 0,0 % дітей у віці до 18 років та 6,6 % осіб у віці 65 років та старших.
Цивільне працевлаштоване населення становило 450 осіб. Основні галузі зайнятості: виробництво — 22,0 %, будівництво — 15,3 %, освіта, охорона здоров'я та соціальна допомога — 14,9 %.